# Kleinandelfingen
Kleinandelfingen (zürichdeutsch Chliiandelfinge, auch im Chläi, im Chlii) ist eine politische Gemeinde im schweizerischen Kanton Zürich. Sie gehört zum Bezirk Andelfingen.
Zur Gemeinde Kleinandelfingen gehören die Orte Oerlingen und Alten. Mit knapp 400 (Oerlingen) bzw. knapp 300 Einwohnern (Alten) sind diese Orte deutlich kleiner als der Hauptort mit rund 1500 Einwohnern.

Luftbild von Alten von Werner Friedli (1964)

## Wappen
Blasonierung:
In Rot ein goldener Schrägbalken, begleitet von zwei schreitenden goldenen Löwen, vor beiden ein goldener Stern
Die Landvogtei Andelfingen führte das Wappen der Grafschaft Kyburg nach dem Aussterben der Grafen von Kyburg 1264 und unterschied sich nur durch einen zusätzlichen sechsstrahligen Stern. Andelfingen und Kleinandelfingen führten ab 1831 beide das Wappen der Landvogtei weiter. Anfang 1927 wurde das offizielle Wappen festgelegt und das heute gültige Unterscheidungsmerkmal hinzugefügt: Kleinandelfingen führt neben den Löwen zwei Sterne, Andelfingen dagegen nur einen.

## Geographie
Die Gemeinde Kleinandelfingen liegt im Zürcher Weinland an der Thur, in Süd-Nord-Richtung gesehen zwischen Winterthur und Schaffhausen, und besteht aus den drei Ortschaften Kleinandelfingen, Alten und Oerlingen. Die Gemeindefläche dient zu 49,7 % der Landwirtschaft, 33,1 % sind bewaldet, 8,4 % sind Siedlungs- und 5,2 % Verkehrsfläche, 2,5 % sind Gewässer und 1,2 % unproduktive Fläche (Stand 2018). Kleinandelfingen ist eine ausgeprägte Rebbaugemeinde.

## Bevölkerung
| Jahr      | 1634 | 1850 | 1900 | 1950 | 2000 | 2005 | 2010 | 2015 | 2020 | 2022 |
| --------- | ---- | ---- | ---- | ---- | ---- | ---- | ---- | ---- | ---- | ---- |
| Einwohner | 362  | 1150 | 1036 | 949  | 1821 | 1943 | 2077 | 2068 | 2105 | 2131 |

## Politik
Gemeindepräsident ist David Stäheli (parteilos, Stand 2024).
Bei der Nationalratswahl 2019 erreichten die Parteien folgende Wähleranteile: SVP 40,12 %, FDP 12,91 %, glp 12,74 %, Grüne 10,62 %, SP 10,37 %, EVP 4,11 %, BDP 3,23 %, CVP 2,36 %, EDU 2,00 % und andere (8) 1,54 %.
Die Wähleranteile bei der Nationalratswahl 2023: SVP 41,17 % (+1,06 %), SP 11,86 % (+1,49 %), glp 9,56 % (−3,19 %), FDP 9,50 % (−3,40 %), Die Mitte 9,30 % (+3,72 %), Grüne 7,79 % (−2,83 %), EVP 4,95 % (+0,84 %), EDU 2,44 % (+0,44 %), Aufrecht Zürich 1,64 %, andere (11) 1,77 %.

## Geschichte
Zwei Gräber aus der Bronzezeit deuten auf damalige Besiedlung hin.
Auf der Fundstelle im Brünneli fanden Archäologen eine gut erhaltene römische Scheibenfibel mit Blätterkranz und farbigen Emaileinlagen aus der zweiten Hälfte des 2. Jahrhunderts.
Zwischen 1998 und 2000 kamen bei Baggerarbeiten am Thurufer beim Ifang unterhalb der bestehenden Thurbrücke Eichenpfähle zweier älterer Flussübergänge von 1320 bzw. 1340 zum Vorschein. Im Bereich der bestehenden Holzbrücke wurden 80 Brückenpfähle eingemessen, deren dendrochronologische Daten auf die Jahre 1451–1507 fielen.
Der Ort Kleinandelfingen wurde im 14. Jahrhundert erstmals urkundlich erwähnt. 1434 ging die Herrschaft an die Stadt Zürich über.

## Kirche
Die katholische Kirche St. Plazidus und Sigisbert wurde 1989–1990 errichtet. Ihr Kirchturm stammt vom Vorgängerbau. Die Kirche für die reformierte Mehrheitsbevölkerung steht jenseits der Thur in Andelfingen.

## Bilder

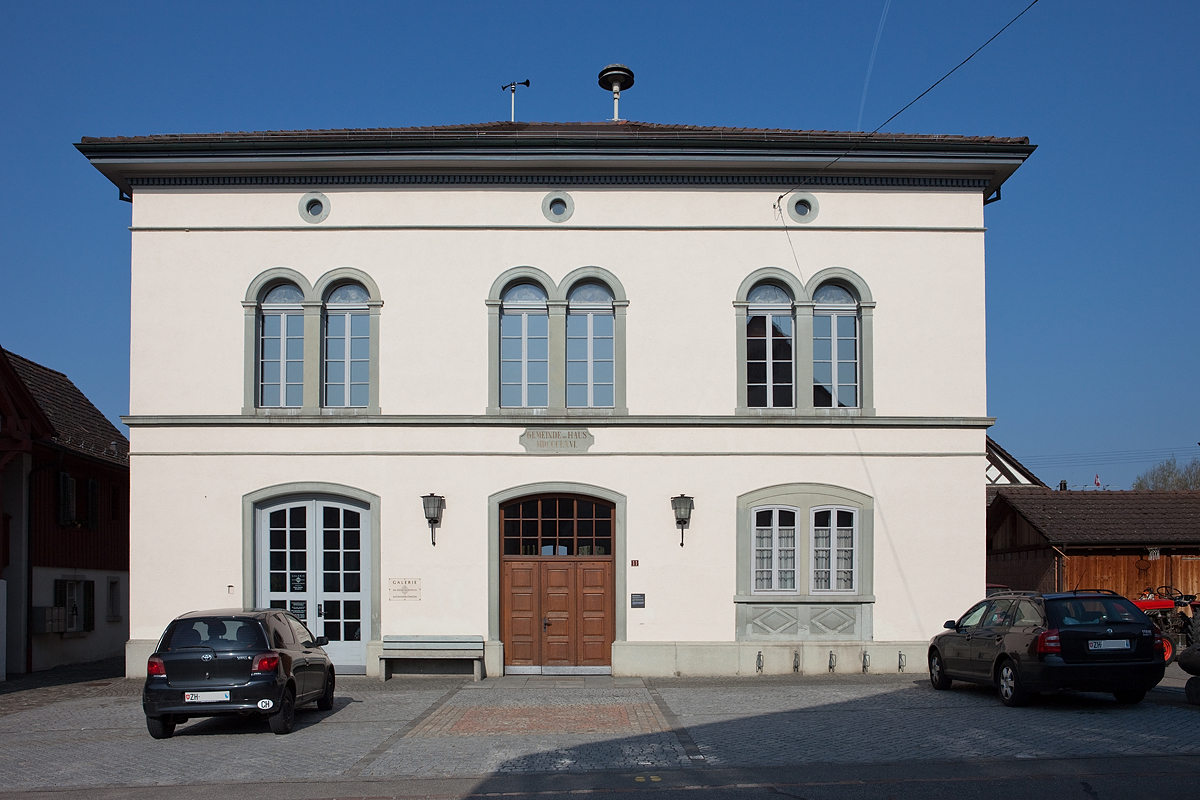
Altes Gemeindehaus
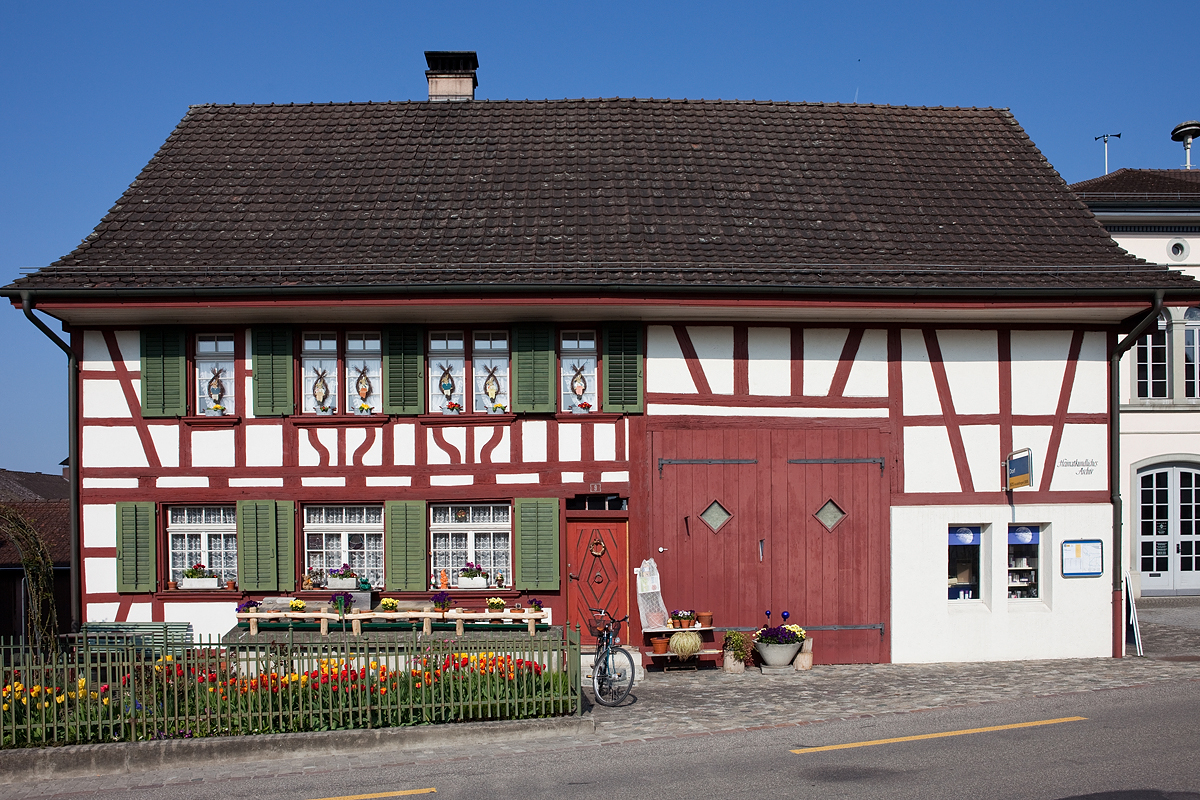
Heimatkundliches Archiv
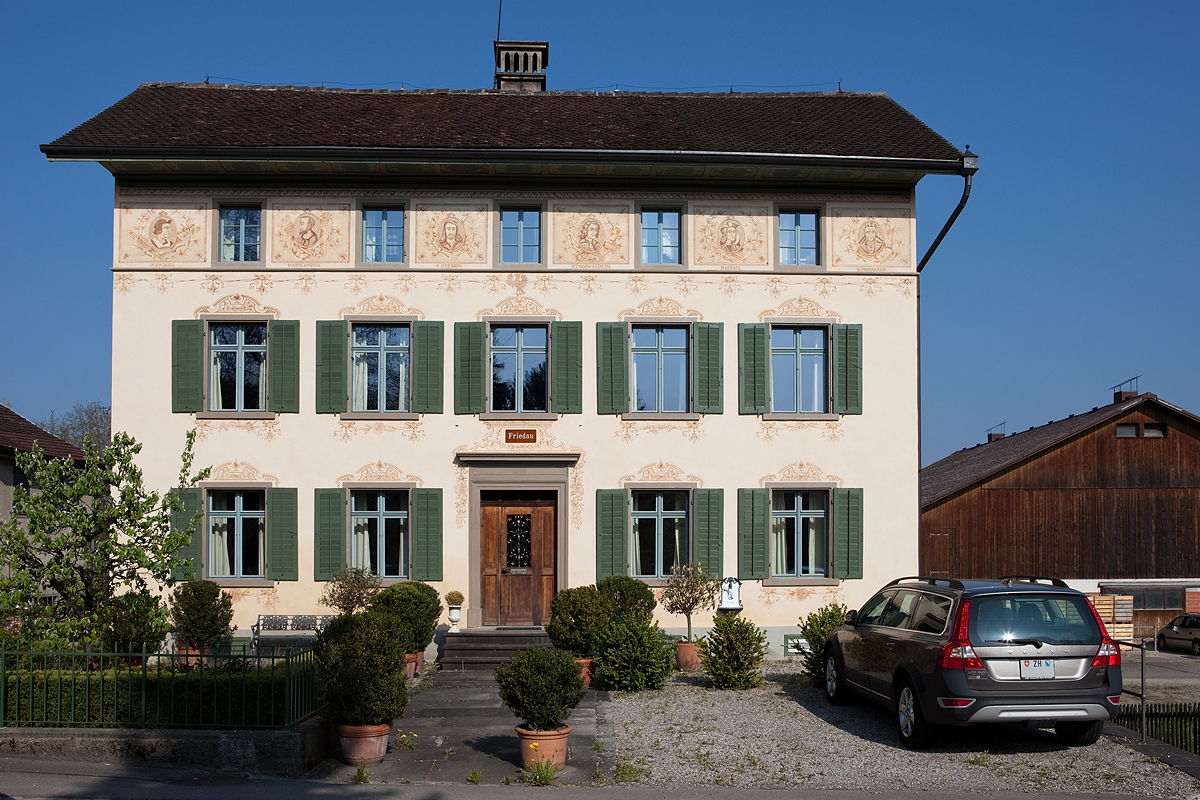
Friedau
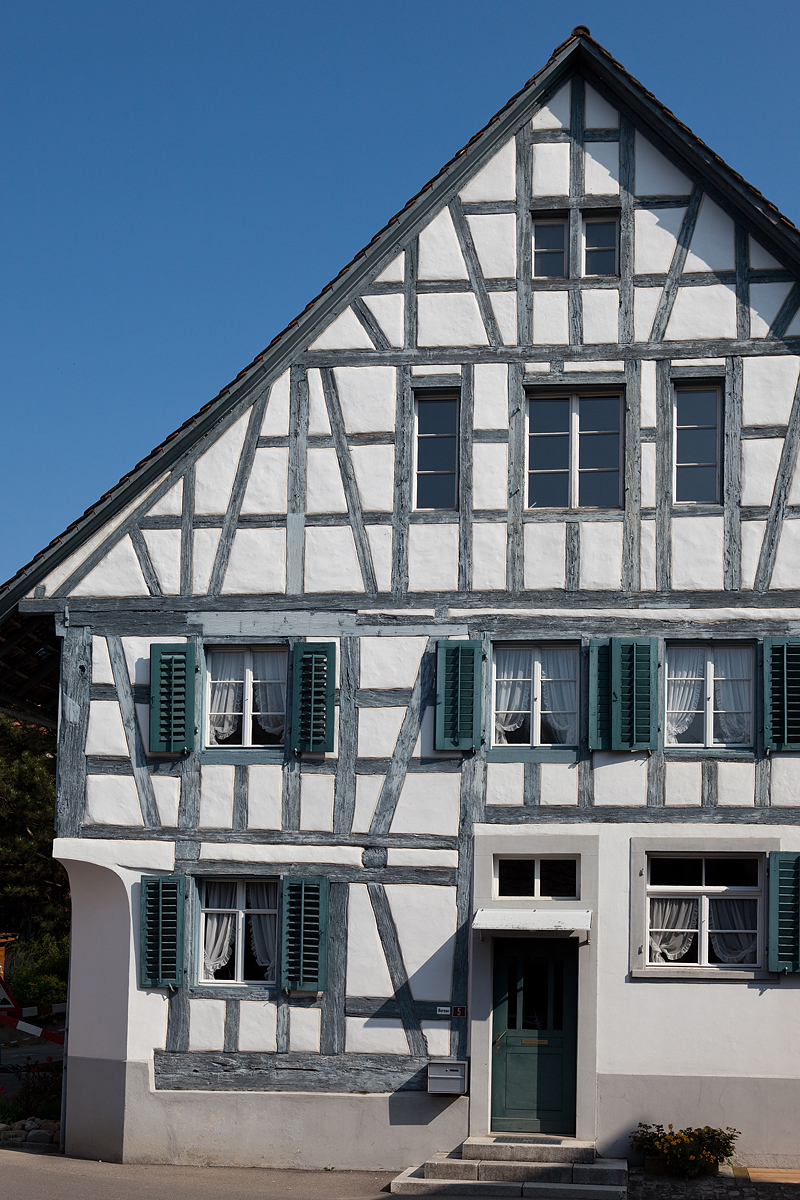
Fachwerkhaus
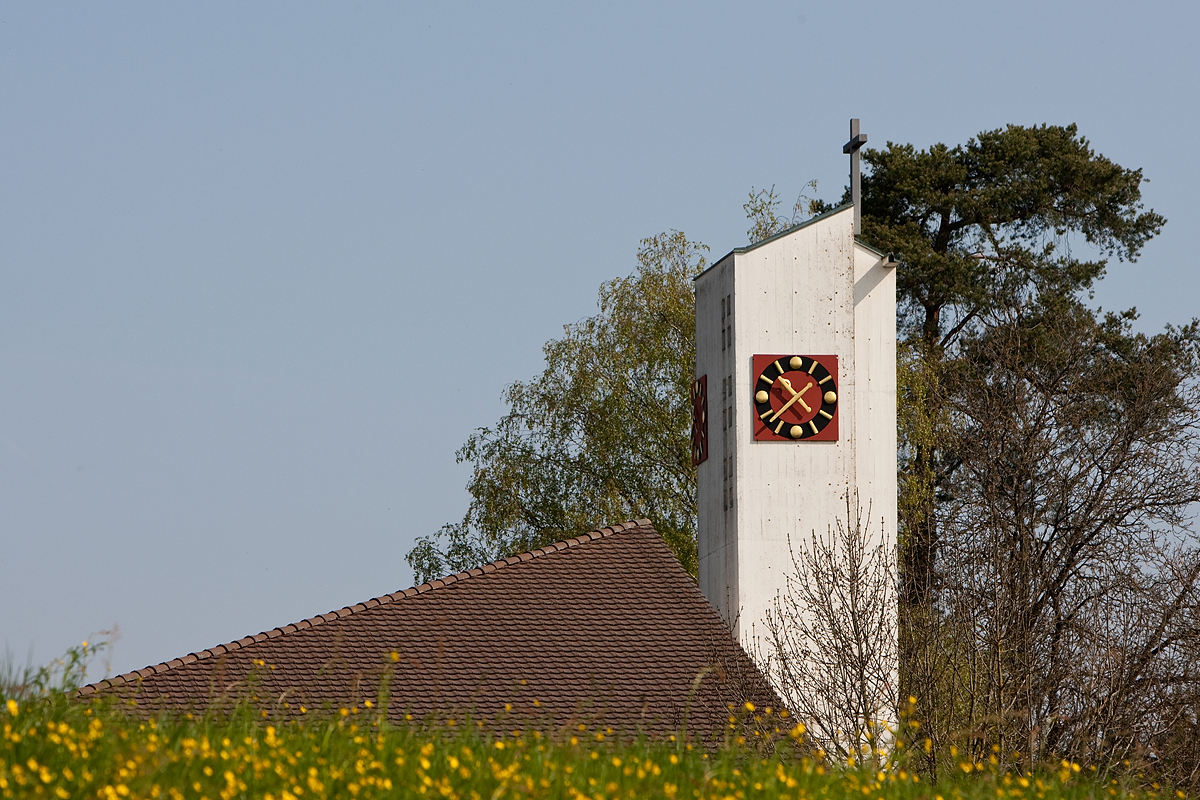
Katholische Kirche

## Persönlichkeiten
- Elias Landolt (1821–1896), Professor am Eidg. Polytechnikum (ETH) und kantonaler Oberforstmeister
- Jakob Fehr (1828–1885), Bäcker, Jurist und Politiker